# Castillo de Bayuela
Castillo de Bayuela – gmina w Hiszpanii, w prowincji Toledo, w Kastylii-La Mancha, o powierzchni 37,32 km². W 2011 roku gmina liczyła 1024 mieszkańców.